# 최진수 (축구 선수)
최진수(1990년 6월 17일 ~ )는 대한민국의 축구 선수이며 포지션은 미드필더이다.

## 클럽 경력
2010년 5월 5일 울산 현대 소속으로 데뷔전을 치렀다. 하지만 이후 주전 경쟁에 밀려 많은 출전 기회를 잡지 못하였고 2013년 FC 안양으로 1년 간 임대 이적하였다. 이후 안양 소속으로 31경기에 나서 6골, 8도움 등 총 14개의 공격포인트를 올리는 등 활약을 펼쳤고, 2013 K리그 챌린지 베스트 11 미드필더 부문에 선정되었다.
2013 시즌이 끝나고, 안진범과 1대1 맞트레이드를 통해 완전 이적하였다.

## 수상

### 팀
안산 무궁화 FC
- K리그 챌린지 : 우승 (2016)

### 개인
- K리그 챌린지 베스트 11: 2013, 2014